# Vodokachka (Krasnodar)
Vodokachka (del ruso: Водокачка) es un jútor del raión de Séverskaya, en el krai de Krasnodar de Rusia. Está situado en la orilla izquierda del río Afips, de la cuenca del Kubán, poco después de la desembocadura en el primero del Shebsh, 13 km al este de Séverskaya y 23 km al suroeste de Krasnodar, la capital del krai. Tenía 125 habitantes en 2010.
Pertenece al municipio Afípskoye.

## Infraestructura
En la localidad se halla una central de distribución y tratamiento de agua potable, de lo que deriva su nombre (vodokachka, "torre del agua").